# Riu Lor
|  | Aquest article tracta sobre el riu gallec. Si cerqueu el municipi francès, vegeu «Lor». |

El Lor és un riu gallec, afluent del Sil, situat a la província de Lugo i que recorre les muntanyes d'O Courel.
Té una longitud de 54 km i la seva conca és de 372 km². Neix a Fonlor, al municipi de Pedrafita do Cebreiro i recorre la serra d'O Courel de nord a sud. Finalment les seves aigües desemboquen al riu Sil a Augas Mestas, al municipi de Quiroga, una aldea avui en dia sota l'aigua. Els seus afluents més importants són els rius Lóuzara i Pequeno.
Al riu hi trobem peixos, com truites o anguiles; amfibis, com el tritó palmat o la granota ibèrica; i rèptils, com el llangardaix verd-i-negre. El mamífer més representatiu és la llúdria.
El poeta courelao Uxío Novoneyra va escriure diversos poemes sobre el riu.